# 유럽 연합 외교 문제·안보 정책 고위대표
유럽 연합 외교 문제·안보 정책 고위대표(-聯合外交問題·安保政策高位代表, High Representative of the Union for Foreign Affairs and Security Policy)는 유럽 연합의 외교·안보 정책 조정을 담당하는 직책이다. 현재는 에스토니아 출신의 카야 칼라스가 2024년부터 역임하고 있다.

## 역할
외교 및 안보에 관련된 사항들에 대하여 유럽연합 회원국들을 대표하고, 유럽연합 회원국들의 이익과 사안을 반영하여 권리와 책임을 갖는다. 고위대표는 유럽연합 특별대표(예시:보스니아 헤르체고비나의 고위대표)와 관련 사항에 대해서 협력하고 있다. 고위대표는 다음과 같은 역할을 수행한다.
- 유럽 연합 집행위원회의 부위원장
- 유럽 연합 정상회의 협의 참여
- 유럽연합 특별대표 관리
- 유럽 대외행동부의 대표
- 유럽 연합 이사회의 외교위원장
- 서유럽 연합의 사무총장(2011년 6월 30일까지)
- 유럽방위청의 대표
- 유럽연합 안보연구원의 대표

## 역사
1999년 암스테르담 조약의 발효와 함께 신설되었으며, 유럽 연합 공동 외교 안보 정책 고위 대표(High Representative for Common Foreign and Security Policy)이라는 직책으로 출발하였으며, 당시에는 유럽 평의회의 사무총장(Secretary-General of the Council of the EU)을 겸임하였다. 2009년 리스본 조약의 발효와 함께 확대되었으며, 유럽 연합 외교 문제·안보 정책 고위대표로 출범하였으며, 유럽연합 집행위원회의 부위원장을 겸임한다.

## 역대 고위대표
유럽 연합 공동 외교 안보 정책 고위 대표 시절(1999년~2009년)과 유럽 연합 외교 문제·안보 정책 고위 대표(2009년~현재)로 구분된다.
| 대수                                    | 사진 | 고위대표 이름     | 출신 유럽 연합 회원국 | 임기                               | 소속 정당                                             | 비고                           |
| --------------------------------------- | ---- | ----------------- | --------------------- | ---------------------------------- | ----------------------------------------------------- | ------------------------------ |
| 유럽 연합 공동 외교 안보 정책 고위 대표 |      |                   |                       |                                    |                                                       |                                |
| -                                       |      | 위르겐 트룸프     | 독일                  | 1999년 5월 1일 ~ 1999년 10월 17일  | 없음                                                  | 독립 외교관                    |
| -                                       |      | 하비에르 솔라나   | 스페인                | 1999년 10월 18일 ~ 2009년 12월 1일 | 스페인 사회노동당 (국가 범위) 유럽 사회당 (유럽 범위) | 유럽 연합 이사회 사무총장 겸임 |
| 유럽 연합 외교 문제·안보 정책 고위대표  |      |                   |                       |                                    |                                                       |                                |
| 제1대                                   |      | 캐서린 애슈턴     | 영국                  | 2009년 12월 1일 ~ 2014년 11월 1일  | 노동당 (국가 범위) 유럽 사회당 (유럽 범위)            | 리스본 조약 발효와 함께 확대됨 |
| 제2대                                   |      | 페데리카 모게리니 | 이탈리아              | 2014년 11월 1일 ~ 2019년 11월 30일 | 민주당 (국가 범위) 유럽 사회당 (유럽 범위)            |                                |
| 제3대                                   |      | 주제프 보렐       | 스페인                | 2019년 12월 1일 ~ 2024년 11월 30일 | 스페인 사회노동당 (국가 범위) 유럽 사회당 (유럽 범위) |                                |
| 제4대                                   |      | 카야 칼라스       | 에스토니아            | 2024년 12월 1일 ~ 현재             | 에스토니아 개혁당 (국가 범위) 유럽 사회당 (유럽 범위) |                                |

## 같이 보기
- 공동 외교 안보 정책
- 유럽 연합 이사회
- 보스니아 헤르체고비나의 고위대표